# لورانس هيلتون جاكوبس
لورانس هيلتون جاكوبس (بالإنجليزية: Lawrence Hilton-Jacobs)‏ مواليد 4 سبتمبر 1953 في نيويورك، نيويورك، الولايات المتحدة، هو ممثل أمريكي بدأ مسيرته الفنية سنة 1974.

## الأعمال
- سيمون وسيمون
- روزان
- دياجنوسيز: موردر
- مويشا
- ذاتس سو رايفن
- بنات غيلمور
- غيرلفريندز
- تشاك

## روابط خارجية
- لورانس هيلتون جاكوبس على موقع IMDb (الإنجليزية)
- لورانس هيلتون جاكوبس على موقع ألو سيني (الفرنسية)
- لورانس هيلتون جاكوبس على موقع ألو سيني (الفرنسية)
- لورانس هيلتون جاكوبس على موقع ميوزك برينز (الإنجليزية)
- لورانس هيلتون جاكوبس على موقع أول موفي (الإنجليزية)
- لورانس هيلتون جاكوبس على موقع قاعدة بيانات برودواي على الإنترنت (الإنجليزية)
- لورانس هيلتون جاكوبس على موقع قاعدة بيانات الأفلام السويدية (السويدية)
- لورانس هيلتون جاكوبس على موقع إن إن دي بي (الإنجليزية)
- لورانس هيلتون جاكوبس على موقع ديسكوغز (الإنجليزية)
- لورانس هيلتون جاكوبس على موقع قاعدة بيانات الفيلم (الإنجليزية)